# Flavio Costanzo
Flavio Costanzo (in latino: Flavius Constantius; fl. 324-327) è stato un prefetto romano di età imperiale.

## Biografia
Costanzo fu prefetto del pretorio d'Oriente di Costantino I dal 324 (almeno dal 16 dicembre) al 326; in una dedica a Costantino victor si definisce vir clarissimus. Probabilmente accompagnò Costantino a Roma nel 326, rimanendo poi in Occidente come prefetto del pretorio di Costanzo Cesare, figlio di Costantino, almeno fino al 327 (24 giugno); in quell'anno resse anche il consolato.
Il nome suggerisce una probabile parentela con Costantino. Esiste anche la possibilità che l'inviato di Costantino presso Licinio con la proposta di fare Bassiano cesare (315/316) sia proprio questo Costanzo.